# هدى الأتاسي
هدى الأتاسي هي مهندسة معمارية وناشطة سورية في مجال حقوق المرأة والطفل، وُلدت في مدينة حمص. عُرفت بجهودها الإنسانية والإغاثية خلال الثورة السورية، حيث شاركت في تأسيس عدد من المنظمات غير الحكومية والمبادرات المجتمعية.

## المسيرة المهنية والإنسانية
بدأت الأتاسي حياتها المهنية كمهندسة معمارية، لكنها تحوّلت إلى العمل الإنساني مع اندلاع الثورة السورية عام 2011. كانت من المؤسسين لهيئة الإغاثة الإنسانية الدولية (IHR)، وهي منظمة غير حكومية تُعنى بتقديم المساعدات الإنسانية للنازحين داخل سوريا واللاجئين في الدول المجاورة. تشغل منصب المديرة الإقليمية للهيئة، حيث تركز على مشاريع تنموية في مجالات التعليم، الصحة، والإيواء.
إلى جانب عملها الإغاثي، ساهمت الأتاسي في تأسيس منظمات مجتمع مدني، من بينها الرابطة السورية لكرامة المواطن، حيث عملت على تمكين المرأة ودعم الأطفال، بالإضافة إلى تقديم الدعم للنازحين واللاجئين السوريين، خاصة في لبنان.

## المشاركة السياسية
في فبراير 2025، عُيينت عضواً في اللجنة التحضيرية لمؤتمر الحوار الوطني السوري، الذي يهدف إلى جمع مختلف الأطياف السياسية والمجتمعية السورية لمناقشة مستقبل البلاد وتحقيق المصالحة الوطنية.

## روابط خارجية
- هيئة الإغاثة الإنسانية الدولية (IHR)
- مقابلة مع هدى الأتاسي حول مؤتمر الحوار الوطني السوري